# Museo Anita Garibaldi
Il Museo Anita Garibaldi è un museo situato nel centro storico della città brasiliana di Laguna, nel sud dello Stato federale di Santa Catarina. Conserva testimonianze e manufatti storici sulla Guerra dei Farrapos e la Repubblica Giuliana, oltre ad oggetti appartenuti all'eroina Anita Garibaldi, da cui prende il nome.

## Storia
Il museo è stato fondato il 31 luglio 1949 per il centenario della morte di Anita Garibaldi (avvenuta per febbre a Mandriole di Ravenna, il 4 agosto 1849). L'edificio che oggi ospita il museo venne costruito nel 1735, risultando così uno dei più antichi nel sud del Brasile.  Originalmente prendeva il nome di Paço do Conselho; in seguito fu denominato Edifício de Câmara e Cadeia, ed ospitò la Camera dei Consiglieri al piano superiore e il corpo della Guardia Municipale della città al piano terra. Nel 1839, l'italiano Giuseppe Garibaldi, uno dei leader della Guerra dei Farrapos, prese il controllo della città e proclamò la Repubblica Giuliana, conosciuta anche come Repubblica Catarinense , all'interno dello stesso edificio.

## Collezione
Il museo ha nella sua collezione pezzi e documenti risalenti al periodo storico della Guerra Farrapos e della Rivoluzione Farroupilha, così come testimonianze della vita domestica di Anita e Giuseppe Garibaldi. Il museo ha mobili e utensili d'epoca, tra i quali un'urna contenente parte del terreno proveniente dal luogo in cui fu sepolta in un primo momento Anita nella località di Mandriole a Ravenna, prima che la sua salma venisse rilocalizzata e trasportata dove riposa tuttora, sotto la statua equestre a lei dedicata sul Gianicolo. Conserva armi usate nei conflitti di guerriglia e l'albero della nave “Seival”, una delle navi che Giuseppe Garibaldi usò per conquistare Laguna nel 1839. .